# Monroe Township (comté de Middlesex, New Jersey)
Pour les articles homonymes, voir Monroe Township.
Monroe Township est une ville du comté de Middlesex au New Jersey.

## Population
La population de la ville s'élevait à 39 132 habitants en 2010.